# Protestant
Protestant es el segundo y último álbum de estudio de la banda de grindcore y powerviolence Rorschach. Fue lanzado en 1993 a través de Wardance Records y Gern Blandsten Records. La mayoría de las canciones del álbum fueron escritas durante la gira europea de la banda.
La compleja combinación de hardcore y metal del grupo influyó en muchos artistas del género metalcore, incluido el guitarrista de Converge, Kurt Ballou.
Las pistas del álbum aparecieron en su álbum recopilatorio de 1995, Autopsy.

## Recepción
El álbum fue incluido en el Salón de la Fama de Decibel. Decibel escribió: "La naturaleza incendiaria de Protestant y el sonido de una herida abierta echándole lejía, una metáfora para meter la angularidad de Voivod y el skronk de The Jesus Lizard en el hardcore de Judge y el noise-doom de Melvins, desmiente el hecho de que el álbum fue creado y grabado bajo menos que- condiciones ideales."

## Lista de canciones
| N.º   | Título                     | Duración |  |
| 1.    | «Mandible»                 | 2:40     |  |
| 2.    | «In Ruins»                 | 2:28     |  |
| 3.    | «Traditional»              | 3:15     |  |
| 4.    | «Drawn and Quartered»      | 3:21     |  |
| 5.    | «Shanks»                   | 3:23     |  |
| 6.    | «Recurring Nightmare #105» | 3:44     |  |
| 7.    | «Blinders»                 | 3:30     |  |
| 8.    | «Hemlock»                  | 2:23     |  |
| 9.    | «Raw Nerve»                | 1:25     |  |
| 10.   | «Skin Culture»             | 4:41     |  |
| 11.   | «Cut the Wheel»            | 2:37     |  |
| 12.   | «Ornaments»                | 4:14     |  |
| 37:41 |                            |          |  |

## Personal
| Rorschach - Tom Rusnak: bajo - Andrew Gormley: batería - Keith Huckins: guitarra - Nick Forté: guitarra - Charles Maggio: voz Otro contribuidores - Justine DeMetrick: carátula - Cynthia MacAdams: carátula - David Locke: ingeniero - Peter Nusbaum: ingeniero - OM-IS: diseño - Rick Essig: masterización |